# Miranda (Fernsehserie)/Episodenliste
Diese Episodenliste enthält alle Episoden der britischen Sitcom Miranda, sortiert nach der britischen Erstausstrahlung. Die Fernsehserie umfasst drei Staffeln mit 18 Episoden sowie zwei Specials.

## Übersicht
| Staffel | Episodenanzahl | Erstausstrahlung UK | Erstausstrahlung UK | Deutschsprachige Erstausstrahlung | Deutschsprachige Erstausstrahlung |
| Staffel | Episodenanzahl | Staffelpremiere     | Staffelfinale       | Staffelpremiere                   | Staffelfinale                     |
| ------- | -------------- | ------------------- | ------------------- | --------------------------------- | --------------------------------- |
| 1       | 6              | 9. November 2009    | 14. Dezember 2009   | 22. Oktober 2014                  | 5. November 2014                  |
| 2       | 6              | 15. November 2010   | 20. Dezember 2010   | 12. November 2014                 | 26. November 2014                 |
| 3       | 6              | 26. Dezember 2012   | 28. Januar 2013     | 3. Dezember 2014                  | 17. Dezember 2014                 |

## Staffel 1
Die Erstausstrahlung der ersten Staffel war vom 9. November bis zum 14. Dezember 2009 auf dem britischen Sender BBC Two zu sehen. Die deutschsprachige Erstausstrahlung sendete der deutsche Free-TV-Sender Disney Channel vom 22. Oktober bis 5. November 2014.
| Nr. (ges.) | Nr. (St.) | Deutscher Titel        | Originaltitel | Erstausstrahlung UK | Deutschsprachige Erstausstrahlung (D) | Regie      | Drehbuch                                 | Zuschauer (UK) |
| --- | --------- | ---------------------- | ------------- | ------------------- | ------------------------------------- | ---------- | ---------------------------------------- | -------------- |
| 1 | 1         | Ich bin kein Mann      | Date          | 9. Nov. 2009        | 22. Okt. 2014                         | Juliet May | Miranda Hart                             | 2,63 Mio.      |
| Miranda will, nachdem sie mal wieder mit Sir angeredet wird, femininer wirken. Ihre Ex-College-Liebe Gary Preston ist wieder in der Stadt, es kommt zu den ersten Missverständnissen. Diese gipfeln im Maximum, als Gary Miranda und ihre Ex-Internats-Freundinnen Tilly und Fanny beim Brautkleid-Anprobieren sieht. |           |                        |               |                     |                                       |            |                                          |                |
| 2 | 2         | Missglückte Verführung | Teacher       | 16. Nov. 2009       | 22. Okt. 2014                         | Juliet May | Miranda Hart & Richard Hurst             | 2,76 Mio.      |
| Mirandas Versuche mit Gary mehr Zeit zu verbringen, scheitern allesamt. So scheitert sie beim Tangotanzen an der Lehrerin, die Mirandas Rolle im Zweigespann mit Gary übernimmt. Zuvor war Miranda gemeinsam mit Stevie beim Französischkurs. Doch der Lehrer war zugleich früher Mirandas Französischlehrer. Gemeinsam mit Gary verbringt Miranda einen Kochabend, wobei sie viel von seinen Kochkünsten lernen möchte. Das ganze endet allerdings in einer wilden Essensschlacht. |           |                        |               |                     |                                       |            |                                          |                |
| 3 | 3         | Karrierefrauen         | Job           | 23. Nov. 2009       | 29. Okt. 2014                         | Juliet May | Miranda Hart & James Cary                | 2,61 Mio.      |
| Da keiner Miranda einen richtigen Job zutraut, bewirbt sich Miranda bei einer großen Einzelhandelskette. Dumm nur, dass Tilly zuvor von einem Job beim Fernsehen vorgeschwärmt wurde und der zukünftige Arbeitgeber Mirandas Wutausbruch im Fitnessstudio erlebt. Gary bietet Miranda daraufhin im Restaurant von Clive als Kellnerin aus zu helfen, genau an dem Abend, an dem Tilly ihre Beförderung dort feiern möchte.                                                          |           |                        |               |                     |                                       |            |                                          |                |
| 4 | 4         | Verrückte Ferien       | Holiday       | 30. Nov. 2009       | 29. Okt. 2014                         | Juliet May | Miranda Hart, James Cary & Richard Hurst | 3,14 Mio.      |
| Miranda ist laut Aussage ihrer Mitmenschen nicht wild genug, woraufhin Miranda beschließt spontan Urlaub in Thailand zu machen. Tatsächlich checkt sie aber im Hotel um die Ecke ein. Nach und nach erfährt jeder von ihrem eigentlichen Aufenthaltsort. Enden tut das Desaster am Freitagmorgen, als Miranda als Amanda Barns eine Tagung führen sollte, dann aber die echte Amanda auftaucht und der ganze Schwindel auffliegt.                                                   |           |                        |               |                     |                                       |            |                                          |                |
| 5 | 5         | Verkupplungsversuche   | Excuse        | 7. Dez. 2009        | 5. Nov. 2014                          | Juliet May | Miranda Hart & James Cary                | 2,43 Mio.      |
| Mirandas Mutter Penny möchte eine Kostümparty veranstalten um Miranda zu verkuppeln. Miranda versucht die Feier zu umgehen. Ein kurzfristig arrangiertes Date scheitert kläglich. Danach outet sich Miranda als homosexuell um die Verkupplungsversuche ihrer Mutter zunichtezumachen. Ihre Mutter wandelt die Feier jedoch kurzerhand in eine Coming-out-Party um. |           |                        |               |                     |                                       |            |                                          |                |
| 6 | 6         | Hunde                  | Dog           | 14. Dez. 2009       | 5. Nov. 2014                          | Juliet May | Miranda Hart & Richard Hurst             | 2,73 Mio.      |
| Als ein Kunde seine Brieftasche im Geschäft zurücklässt, entbrennt ein Konkurrenzkampf zwischen Miranda und Stevie. Um dem Kunden, der ein Hundeliebhaber ist, zu imponieren besorgen sich die beiden sogar eigene Hunde. Gary soll einen neuen Job in Hongkong antreten und veranstaltet eine Abschiedsfeier. Miranda versucht ihm ihre Gefühle ihm gegenüber zu offenbaren, bevor er abreist.                                                                                     |           |                        |               |                     |                                       |            |                                          |                |

## Staffel 2
Die Erstausstrahlung der zweiten Staffel war vom 15. November bis zum 20. Dezember 2010 auf dem britischen Sender BBC Two zu sehen. Die deutschsprachige Erstausstrahlung ist vom 12. bis zum 26. November 2014 auf dem deutschen Free-TV-Sender Disney Channel gesendet worden.
| Nr. (ges.) | Nr. (St.) | Deutscher Titel                 | Originaltitel         | Erstausstrahlung UK | Deutschsprachige Erstausstrahlung (D) | Regie      | Drehbuch     | Zuschauer (UK) |
| --- | --------- | ------------------------------- | --------------------- | ------------------- | ------------------------------------- | ---------- | ------------ | -------------- |
| 7 | 1         | Das neue Ich                    | The New Me            | 15. Nov. 2010       | 12. Nov. 2014                         | Juliet May | Miranda Hart | 3,19 Mio.      |
| Miranda ist deprimiert, weil sie Gary vermisst. Sie verpasst sich kurzerhand ein neues Ich und findet sofort Gefallen an Danny, dem neuen Küchenchef der Bar. Mitten in einen Kuss zwischen Danny und Miranda platzt Gary, welcher aus Hongkong zurückgekehrt ist. |           |                                 |                       |                     |                                       |            |              |                |
| 8 | 2         | Die Patentante                  | Before I Die          | 22. Nov. 2010       | 12. Nov. 2014                         | Juliet May | Miranda Hart | 3,37 Mio.      |
| Um zu beweisen, dass sie die ideale Patentante für das Kind von Garys Freunden Chris und Allison wäre, unternimmt Miranda mehrere Versuche ihre soziale Ader zu beweisen. Als die beiden ihr tatsächlich diese Rolle übertragen möchten, bitten sie Miranda auch bei der bevorstehenden Geburt anwesend zu sein. Um aus dieser unerwünschten Verpflichtung wieder herauszukommen versucht Miranda etwas Böses und Unverzeihliches zu tun, sodass es Chris und Allison missfallen würde. |           |                                 |                       |                     |                                       |            |              |                |
| 9 | 3         | Alle sind verrückt nach Miranda | Let’s Do It           | 29. Nov. 2010       | 19. Nov. 2014                         | Juliet May | Miranda Hart | 4,01 Mio.      |
| Stevie und Clyde schicken Miranda und Gary auf ein Date, damit diese eruieren ob aus ihrer Freundschaft mehr werden könnte. Nachdem sie füreinander Zuneigung empfinden und sich beinahe küssen, verabreden sie sich für den nächsten Tag. Jedoch kommt ihnen wegen Tillys Hochzeitsvorbereitungen und den Avancen von Tillys Verlobtem Rupert Miranda gegenüber laufend etwas dazwischen.                                                                                              |           |                                 |                       |                     |                                       |            |              |                |
| 10 | 4         | Der Tiefpunkt                   | A New Low             | 6. Dez. 2010        | 19. Nov. 2014                         | Juliet May | Miranda Hart | 2,85 Mio.      |
| Stevie und Miranda buhlen um die Freundschaft von Tamara, der neuen, jungen Kellnerin in der Bar. Ein langer Ausgehabend mit Tamara bringt Stevie und Miranda an ihre körperlichen Grenzen. Bevor Gary und Miranda zu ihrem nächsten Date aufbrechen, gibt Clyde das Geheimnis preis, dass Tamara wegen ihrer Green Card mit Gary verheiratet ist. Miranda ist aufgebracht und beendet die in ihren Anfängen befindliche Beziehung mit Gary.                                            |           |                                 |                       |                     |                                       |            |              |                |
| 11 | 5         | Beim Psychologen                | Just Act Normal       | 13. Dez. 2010       | 26. Nov. 2014                         | Juliet May | Miranda Hart | 3,19 Mio.      |
| Bei einer gerichtlich angeordneten Sitzung bei einem Psychologen versuchen sich Miranda und ihre Mutter Penny von ihrer besten Seite zu zeigen. Der Versuch schlägt fehlt, sie provozieren sich gegenseitig und überschütten sich gegenseitig mit Vorwürfen. |           |                                 |                       |                     |                                       |            |              |                |
| 12 | 6         | Das perfekte Weihnachten        | The Perfect Christmas | 20. Dez. 2010       | 26. Nov. 2014                         | Juliet May | Miranda Hart | 4,70 Mio.      |
| Das Weihnachtsfest soll Miranda wie jedes Jahr die Zeit bei ihren Eltern verbringen. Miranda entflieht mit Stevie der Feier um Weihnachten gemeinsam mit ihren Freunden zu feiern. Entgegen den Erwartungen entwickelt sich das eigene Fest chaotisch, sodass alle gemeinsam zu Mirandas Eltern fahren um die Weihnachtszeit dort zu verbringen. Schlussendlich erhält Miranda auch ihre Lieferung des Pakets, welches Geschenke für alle enthält.                                      |           |                                 |                       |                     |                                       |            |              |                |

## Staffel 3
Die Erstausstrahlung der dritten Staffel war vom 26. Dezember 2012 bis zum 28. Januar 2013 auf dem britischen Sender BBC One zu sehen. Die deutschsprachige Erstausstrahlung wurde vom 3. bis zum 17. Dezember 2014 auf dem deutschen Free-TV-Sender Disney Channel gesendet.
| Nr. (ges.) | Nr. (St.) | Deutscher Titel        | Originaltitel      | Erstausstrahlung UK | Deutschsprachige Erstausstrahlung (D) | Regie      | Drehbuch     | Zuschauer (UK) |
| --- | --------- | ---------------------- | ------------------ | ------------------- | ------------------------------------- | ---------- | ------------ | -------------- |
| 13 | 1         | Der Kredit             | It Was Panning     | 26. Dez. 2012       | 3. Dez. 2014                          | Juliet May | Miranda Hart | 11,55 Mio.     |
| Nachdem Stevie einen Managementjob antritt, gibt Miranda ihren eigenen Laden auf um einen Bürojob anzutreten. Schon nach dem ersten Tag gibt Miranda den Job auf und versucht ihren alten Laden mit einem neuen Konzept wiederaufleben zu lassen. Schlussendlich kommt Stevie wieder zurück um Miranda mit ihrem Geschäftssinn zu unterstützen. |           |                        |                    |                     |                                       |            |              |                |
| 14 | 2         | Miranda als Polizistin | What A Surprise    | 1. Jan. 2013        | 3. Dez. 2014                          | Juliet May | Miranda Hart | 10,47 Mio.     |
| Nachdem Gary mit seiner neuen Freundin Rose liiert ist, gehen Miranda, Stevie und Tilly auf Männersuche in einen Club. Miranda lernt den TV-Reporter Michael kennen und geht mit ihm auf ein Date. Obwohl sie sich mit ihrem Verhalten blamiert, bittet Michael sie um ein zweites Date. Auch dieses Date verläuft zwar nicht ohne Komplikationen, Michael stellt sich am nächsten Tag dennoch selbst als Mirandas offizieller Freund vor.                                                                               |           |                        |                    |                     |                                       |            |              |                |
| 15 | 3         | Die Dinnerparty        | The Dinner Party   | 7. Jan. 2013        | 10. Dez. 2014                         | Juliet May | Miranda Hart | 8,84 Mio.      |
| Miranda versucht sich Michael gegenüber erwachsen und reif zu benehmen und unterdrückt ihre verspielte, kindische Seite. Sie lädt sogar Michael und dessen Vater zum Abendessen bei sich zuhause ein. Miranda unternimmt alle Anstrengungen um Michaels Vater von sich als reife Frau zu überzeugen, der gemeinsame Abend mit allen Freunden ist jedoch ein turbulentes Durcheinander. Miranda hält eine Rede und steht für sich selbst und ihre kindische Veranlagung ein, Michael findet an ihrem Standpunkt Gefallen. |           |                        |                    |                     |                                       |            |              |                |
| 16 | 4         | Ein Arzt muss her      | Je Regret Nothing  | 14. Jan. 2013       | 10. Dez. 2014                         | Juliet May | Miranda Hart | 8,88 Mio.      |
| Mirandas ist genervt, weil sie ihre Mutter Penny in ihrer Wohnung pflegen muss. Kaum ist Penny wieder auf den Beinen, liegt Miranda krank im Bett. Anstatt Miranda zu helfen, stören ihre Freunde und ihre Mutter sie fortwährend. Am nächsten Tag unterstützen sie Miranda doch und sie nützt deren Hilfsbereitschaft aus bis sich herausstellt, dass es ihr gesundheitlich bereits besser geht. |           |                        |                    |                     |                                       |            |              |                |
| 17 | 5         | Drei kleine Worte      | Three Little Words | 21. Jan. 2013       | 17. Dez. 2014                         | Juliet May | Miranda Hart | 8,44 Mio.      |
| Miranda schafft es nicht Michaels „Ich liebe dich“ zu erwidern und realisiert, dass Gary der einzige ist, den sie liebt. Der Versuch Gary ihre Liebe zu gestehen scheitert. Stattdessen sagt sie Michael, dass sie ihn liebt. Er entschließt sich jedoch einen Job in Afrika anzunehmen. Miranda schafft es doch noch Gary ihre Liebe zu gestehen. |           |                        |                    |                     |                                       |            |              |                |
| 18 | 6         | Die Qual der Wahl      | A Brief Encounter  | 28. Jan. 2013       | 17. Dez. 2014                         | Juliet May | Miranda Hart | 8,70 Mio.      |
| Nach Mirandas Liebeserklärung versucht sie Gary aus dem Weg zu gehen. Sie möchte ins Ausland gehen, schafft es aber zunächst wieder nur bis in ein Hotel in der Nähe. Gary möchte nicht, dass Miranda weggeht. Bevor sie den Zug nach Schottland nehmen kann, taucht Gary am Bahnhof auf. Sie küssen sich das erste Mal leidenschaftlich. Plötzlich taucht Michael wieder auf und hält um Mirandas Hand an. Um Miranda nicht zu verlieren hält auch Gary um ihre Hand an.                                                |           |                        |                    |                     |                                       |            |              |                |

## Weihnachtsspecials
Für 2014 wurden zwei Weihnachtsspecials angekündigt. Sie bilden zugleich das Ende der Serie. Ob eine deutsche Ausstrahlung erfolgen wird, ist nicht bekannt.
| Nr. (ges.) | Nr. (St.) | Deutscher Titel | Originaltitel     | Erstausstrahlung UK | Deutschsprachige Erstausstrahlung (—) | Regie           | Drehbuch     | Zuschauer (UK) |
| --- | --------- | --------------- | ----------------- | ------------------- | ------------------------------------- | --------------- | ------------ | -------------- |
| 19 | 1         | —               | I Do, But To Who  | 25. Dez. 2014       | —                                     | Mandie Fletcher | Miranda Hart | —              |
| Miranda entscheidet sich für Gary und nimmt seinen Antrag an. Die ersten Hochzeitsvorbereitungen laufen an und bringen Gary dazu kurzfristig kalte Füße zu haben. Stevie fühlt sich als Freundin vernachlässigt, weil Miranda keine Zeit für sie findet. Miranda wünscht sich, dass Gary ihr sagt, dass er sie liebt. Er hingegen wünscht sich, dass Miranda ihm mehr vertraut. Sie trennen sich wieder. |           |                 |                   |                     |                                       |                 |              |                |
| 20 | 2         | —               | The Final Curtain | 1. Jan. 2015        | —                                     | Mandie Fletcher | Miranda Hart | —              |
| Nach der Trennung von Gary bemerken Mirandas Freundinnen und ihre Mutter Penny Veränderungen an Miranda. Sie organisieren aus Sorge um ihr Wohlbefinden eine Intervention. Miranda besteht darauf, dass es ihr gut gehe und sie nur zu sich selbst finden möchte. Als sie erfährt, dass Gary zu einer Hochzeit gegangen ist, befürchtet Miranda, dass er die neue Kellnerin der Bar heiraten will. Miranda platzt in die Hochzeit, an welcher Gary jedoch nur als Trauzeuge teilnimmt. Gary sagt Miranda, dass er sie liebt, sie heiraten daraufhin in der Bar. |           |                 |                   |                     |                                       |                 |              |                |

## Weitere Specials
| Nr. | Deutscher Titel | Originaltitel                     | Erstausstrahlung UK | Deutschsprachige Erstausstrahlung (—) | Zuschauer (UK) |
| --- | --------------- | --------------------------------- | ------------------- | ------------------------------------- | -------------- |
| 1 | —               | Miranda’s Pineapple Dance Studios | 18. März 2011       | —                                     | 10,26 Mio.     |
| Miranda übernimmt die Pineapple Dance Studios in London und tut sich mit den Tänzern und JLS zusammen, dessen neuer PR-Manager niemand geringeres als Mirandas falsche Freundin Tilly ist. Anmerkung: Das war ein Sketch für den BBC Comic Relief 2011.                   |                 |                                   |                     |                                       |                |
| 2 | —               | Miranda Does Sport Relief         | 23. März 2012       | —                                     | 5,92 Mio.      |
| Stevie und Penny gehen in die Royal Albert Hall, um sich ein Tennisspiel anzusehen, während Miranda denkt sie ginge zu den Proms. Miranda wird für einen männlichen Tennisprofi gehalten und muss gegen Tim Henman antreten, bevor sie von Goran Ivanišević geküsst wird. |                 |                                   |                     |                                       |                |